# Euzó

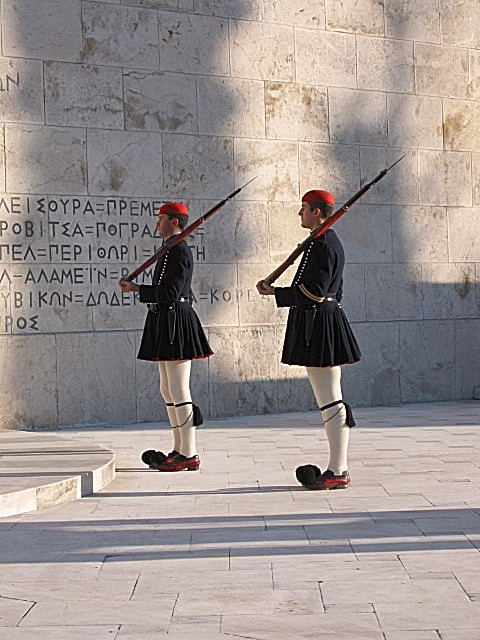
Dos evzones enfront del túmul del Soldat Desconegut.

Un euzó (grec:  Εύζωνες o Ευζώνοι) és un soldat d'infanteria lleugera de l'exèrcit grec. Formaven diversos regiments dins dels batallons d'elit de la infanteria lleugera de l'exèrcit grec. Actualment, són els membres de la Guàrdia Presidencial grega, una unitat cerimonial que custodia el Parlament grec i la Tomba del Soldat desconegut a la plaça Síndagma d'Atenes. Històricament es desenvoluparen a partir de la infanteria pesada, que s'alliberava de l'escut per esdevenir infanteria lleugera.

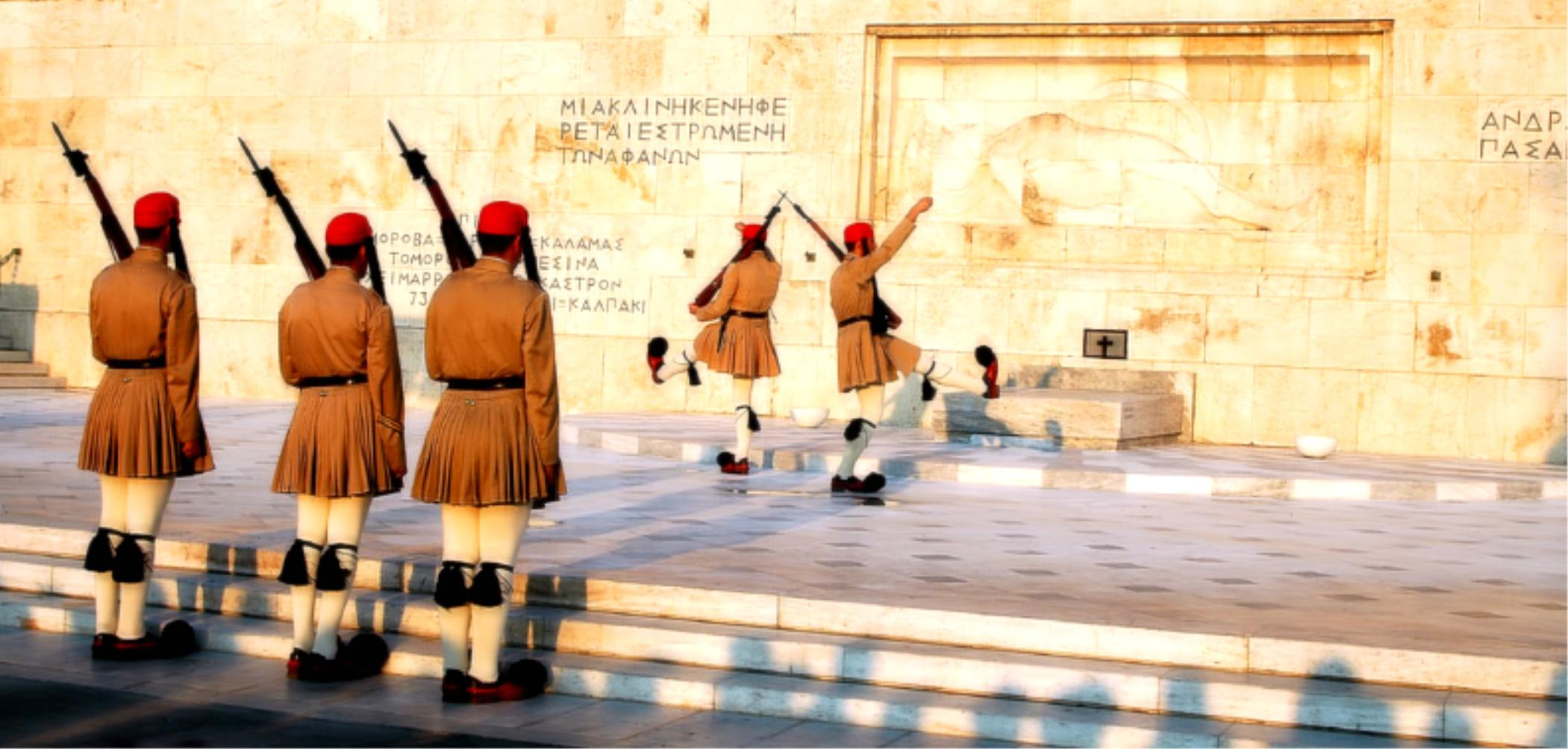
Evzones davant del Parlament Hel·lènic

Els euzons porten vestits tradicionals que tenen com a element més característic, la fustanela, una faldilla a l'estil del kilt escocès, amb 400 plecs, un per cada any que els otomans van ocupar Grècia.